# Estônia nos Jogos Olímpicos de Inverno de 2002
A Estônia participou dos Jogos Olímpicos de Inverno de 2002 em Salt Lake City, Estados Unidos. O país estreou nos Jogos em 1928 e em Salt Lake City fez sua 6ª apresentação.

## Medalhas
| Atleta          | Esporte             | Evento         | Medalha |
| --------------- | ------------------- | -------------- | ------- |
| Andrus Veerpalu | Esqui cross-country | 15km masculino | Ouro    |
| Andrus Veerpalu | Esqui cross-country | 50km masculino | Prata   |
| Jaak Mae        | Esqui cross-country | 15km masculino | Bronze  |